# Станбро, Хью
Мо́рис Хью Ста́нбро (англ. Maurice Hugh Stanbrough; 2 сентября 1870 — 15 декабря 1904) — английский футболист, крайний правый нападающий. Выступал за футбольные клубы «Кембридж Юниверсити», «Олд Картузианс», «Кэжуалз», «Коринтиан», «Истборн» и «Олд Салопианс», также провёл один матч за национальную сборную Англии.

## Биография
Уроженец Клиобери-Норт (Шропшир), Хью окончил школу Парри (вблизи Слау), в 1884 году поступил в школу Чартерхаус. В 1889 году играл за футбольную команду Чартерхауса. Осенью 1889 года поступил в Колледж Гонвилл-энд-Киз Кембриджского университета. С 1890 по 1892 год выступал за футбольную команду университета — клуб «Кембридж Юниверсити» (в 1892 году был капитаном команды).
После окончания Кембриджа выступал за клуб «Олд Картузианс», в составе которого выиграл Любительский кубок Англии, Большой кубок Лондона, Благотворительный кубок Лондона и Кубок Артура Данна. Параллельно играл за другие команды: в сезоне 1894/95 выступал за «Кэжуалз», впоследствии также выступал за «Истборн», «Коринтиан» и «Олд Салопианс».
В декабре 1891 года его вызвали на неофициальный матч сборной Англии против сборной Канады. Англичане одержали в той игре победу со счётом 6:1.
18 марта 1895 года Станбро провёл свой единственный официальный матч за футбольную сборную Англии: это была игра Домашнего чемпионата против сборной Уэльса, которая прошла в Лондоне и завершилась вничью со счётом 1:1, хотя перед игрой англичане считались фаворитами и им прогнозировали лёгкую победу.
Футбольную карьеру завершил из-за травмы колена. Также был хорошим крикетистом.
По образованию был школьным учителем, работал по профессии в учебных заведениях на юге Англии.

## Достижения
«Олд Картузианс»
- Победитель Любительского кубка Англии[англ.]: 1893/94
- Финалист Любительского кубка Англии[англ.]: 1894/95
- Победитель Большого кубка Лондона[англ.]: 1894/95
- Победитель Благотворительного кубка Лондона[англ.]: 1895/96
- Победитель Кубка Артура Данна[англ.]: 1902/03

Сборная Англии
- Победитель Домашнего чемпионата Великобритании: 1895